# 서울대 야구부의 영광
서울대 야구부의 영광은 이재익의 소설이다. 서울대학교 야구부가 1승을 한 사실을 모티브로 하고 있다.

## 작품에 대한 설명
소설가 이재익이 2011년 3월에 발표한 6번째 장편소설. 인터넷서점 예스24에서 3개월 동안 연재한 작품이다. 이 소설은 2011년 3월 현재 1승 1무 265패라는 ‘진기한’ 기록을 보유하고 있는 서울대학교 야구부와 부원들에게 초점을 맞춘다. 2004년 9월 대학야구추계리그에서 광주 송원대를 2 대 0으로 이겨 꿈에 그리던 1승을 거두기 전까지는 무려 199연패!  “대한민국에서 가장 공부 잘하는 학생들이 만든 가장 야구 못하는 야구팀”이라는 설명은 이 소설의 주인공 격인 서울대 야구부에 대한 독자의 호기심을 자극한다.

## 이 작품과 유사한 작품
이 소설은 같은 ‘야구 소설’인 박민규의 《삼미 슈퍼스타즈의 마지막 팬클럽》을 떠오르게 한다. 야구는 야구이되 이기는 야구가 아닌 지는 야구를 그린다는 점에서다. 그런가 하면 이 소설은 또한 박현욱의 《아내가 결혼했다》와도 닮았다. 축구에 관한 경구와 축구 선수들의 일화를 양념처럼 흩뿌려 놓았던 아내가 결혼했다와 비슷하게,이 작품 역시 역시 야구에 관한 금언과 야구 경기 및 선수들의 이야기를 적절히 버무려 놓은 것.